# Vostokprogramma

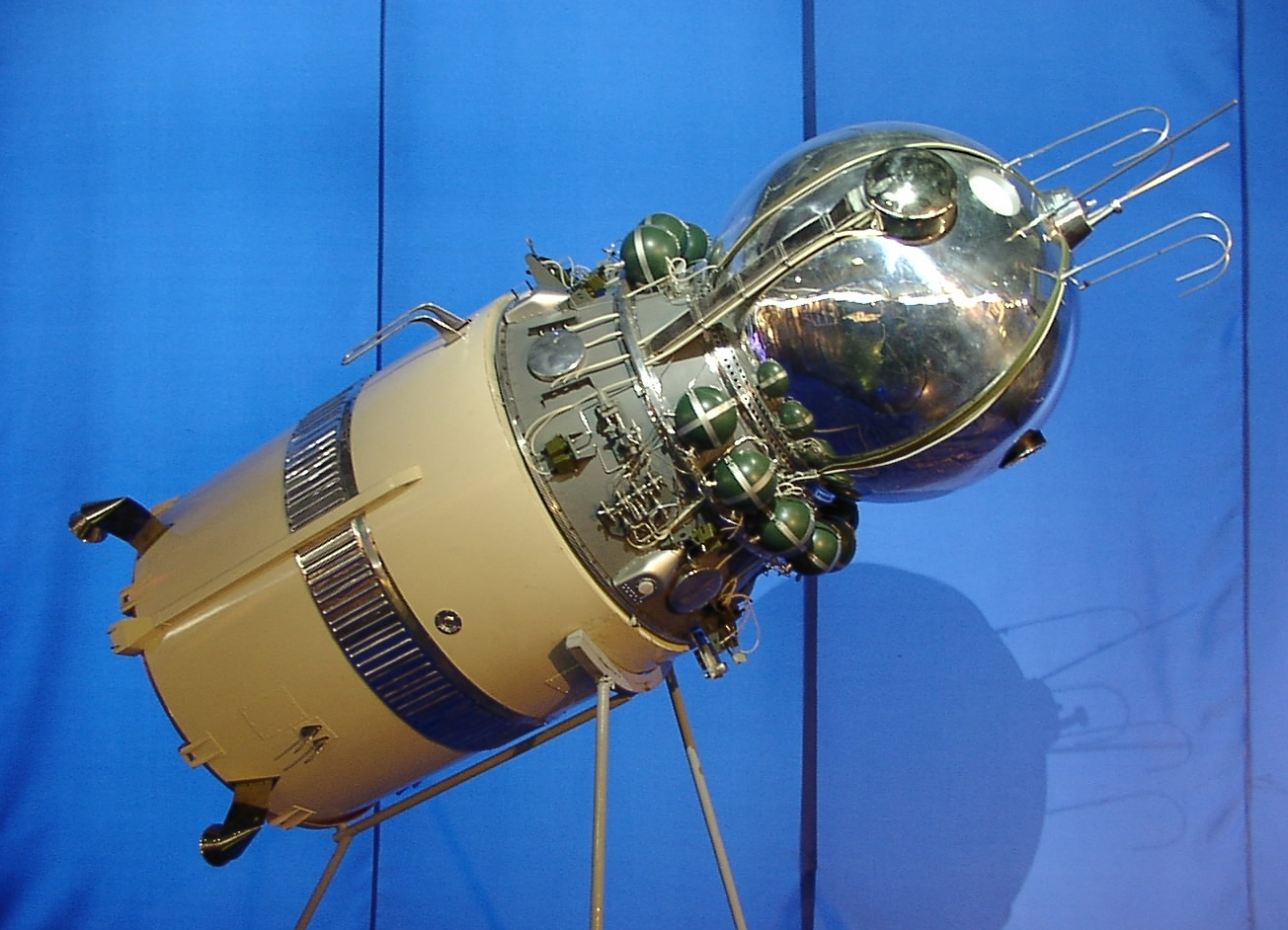
Model van het Vostok-ruimtevaartuig

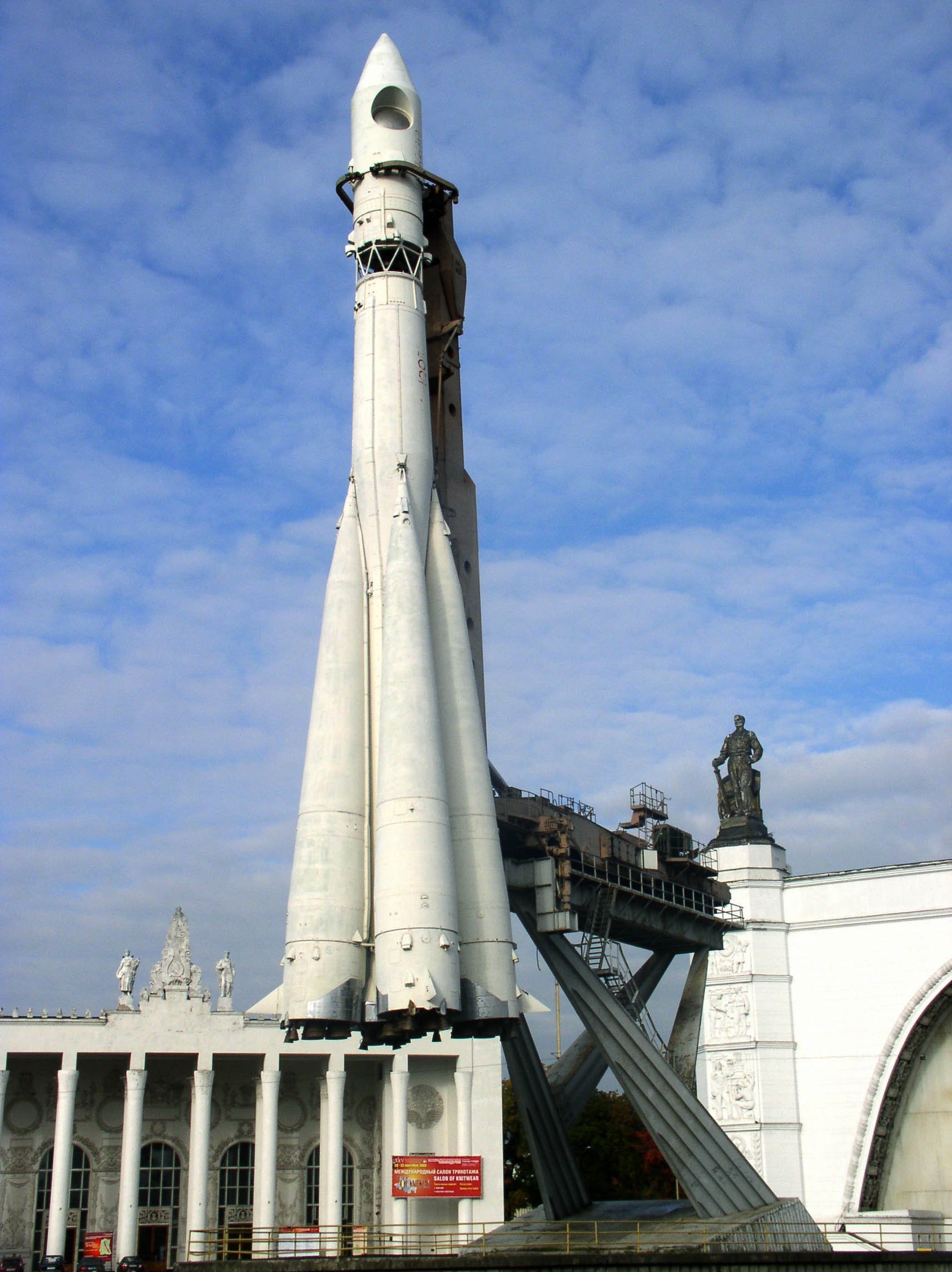
De Vostok-raket zoals die in Moskou te zien is

Het Vostokprogramma (Russisch: Восток, uitspraak: vastok; betekenis: oosten) was het eerste programma van de Sovjet-Unie voor bemande ruimtevaart. Zowel de gebruikte ruimtevaartuigen als de gebruikte draagraketten droegen de naam Vostok.
In het kader van het Vostok-ruimtevaartprogramma zijn een aantal bemande en onbemande ruimtevaartuigen gelanceerd. De onbemande lanceringen betroffen voor een deel testvluchten met dieren aan boord.
De Vostok-ruimtevaartuigen konden nauwelijks manoeuvreren, en de bemande versies waren slechts geschikt voor één bemanningslid.

## Opbouw en landing
De Vostok bestond uit twee compartimenten. De capsule met kosmonaut met een diameter van 2,30 m was uitgerust met hitteschild en stond onder een druk van 1 bar met een mengsel van normale lucht (zuurstof/stikstof). Dit in tegenstelling tot de Amerikanen, die zuivere zuurstof gebruikten. Normaliter functioneerde de besturingssystemen automatisch of op commando vanaf de grond, maar de kosmonaut beschikte over handbediening in geval van onvoorziene omstandigheden. Hij zat in een schietstoel die was uitgerust met parachute en verbindingsapparatuur. Dit deel van het vaartuig was met metalen strippen verbonden met het motorcompartiment.
Het motorcompartiment, met een diameter van 2,58 m en een lengte van 3,10 m, beschikte over drukflessen met zuurstof en stikstof, batterijen, standregelraketjes en de remraket. Na afremming zorgden explosieve bouten voor separatie van capsule en motorcompartiment. Vostok 1 woog 4725 kg, maar op latere vluchten varieerde dit.
Vlak voor de landing moest het bemanningslid zich uit de voeten maken met behulp van een schietstoel en parachute omdat de landing zeer hard was. Alle kosmonauten schoten zich uit de Vostok op een hoogte van ongeveer 7000 m. Op een hoogte van 4000 m opende zich vervolgens de parachute.
Aan de eerste vlucht van Gagarin gingen diverse proefvluchten vooraf: Spoetnik 4 (15 mei 1960), Spoetnik 5 (19 augustus 1960), Spoetnik 6 (1 december 1960), Spoetnik 9 (9 maart 1961) en Spoetnik 10 (25 maart 1961) waren testen voor een bemande vlucht (met Spoetnik 7 en Spoetnik 8 faalden pogingen om Venus te bereiken).

## FAI
De Russen hielden lange tijd geheim dat hun kosmonauten niet tot en met de landing in hun Vostok-capsules bleven, uit vrees dat de Fédération Aéronautique Internationale (FAI) de bemande Vostok-vluchten niet zou erkennen als officiële ruimtevluchten.
In ruim twee jaar tijd hebben zes Russen aan boord van een Vostok een ruimtevlucht gemaakt. Het volgende Russische bemande ruimtevaartprogramma was Voschod dat gebruikmaakte van sterk aangepaste Vostok-ruimtevaartuigen.

## Chronologie van het Vostok-programma
- 1956 - De eerste studies door Sergej Koroljov en Konstantin Feoktistov voor het ontwerp van een ruimtevaartuig, geschikt voor bemanning.
- maart 1960 - De eerste 20 Russen beginnen hun opleiding en training tot kosmonaut.
- 9 maart 1961 - Lancering van de Korabl-Spoetnik 4, met aan boord de hond Tsjernoesjka ("Чернушка", zwartje), een pop genaamd Ivan Ivanovitsj, enkele muizen en een cavia. De pop werd vlak voor de landing aan een parachute uitgeworpen, waarmee de procedure werd getest die de kosmonauten moesten gaan volgen.
- 25 maart 1961 - Lancering van de Korabl-Spoetnik 5, met aan boord de hond Zvjozdotsjka ("Звёздочка", sterretje, zo genoemd door Joeri Gagarin), en wederom een pop genaamd Ivan Ivanovitsj.
- 12 april 1961 - Lancering van de Vostok 1 met aan boord Joeri Gagarin. Hiermee was de eerste mens in de ruimte een feit. De Vostok 1 vloog in 1 uur en 48 minuten één keer rond de aarde.
- 6 augustus 1961 - Lancering van de Vostok 2 met aan boord German Titov. De Vostok 2 vloog in ruim 25 uur bijna 18 keer rond de aarde.
- 11 augustus 1962 - Lancering van de Vostok 3 met aan boord Andrian Nikolajev.
- 12 augustus 1962 - Lancering van de Vostok 4 met aan boord Pavlo Popovytsj. Daags na elkaar werden de Vostok 3 en 4 gelanceerd. Ze voerden het eerste bemande rendez-vous uit waarbij de capsules elkaar tot op ongeveer 6,5 km naderden en er onderling radiocontact werd gelegd. Vostok 3 landde na een vlucht van 4 dagen. Nog geen 15 minuten later landde Vostok 4.
- 14 juni 1963 - Lancering van de Vostok 5 met aan boord Valeri Bykovski.
- 16 juni 1963 - Lancering van de Vostok 6 met aan boord Valentina Teresjkova, die daarmee de eerste vrouw in de ruimte werd. De Vostok 5 en 6 hebben elkaar tot op minder dan 5 km genaderd en onderling radiocontact gehad. Vostok 5 landde na een vlucht van 5 dagen. Twee en een half uur eerder was de Vostok 6 al geland.

De Russische autoriteiten besloten om de overige lanceringen (Vostok 7 tot en met Vostok 13) niet door te laten gaan. In plaats daarvan werd opdracht gegeven om het Voschodprogramma te starten.
Vostok 1 · 
Vostok 2 · 
Vostok 3 · 
Vostok 4 · 
Vostok 5 · 
Vostok 6